# Едіт Екбауер
Едіт Екбауер (нім. Edith Eckbauer, 27 жовтня 1949) — німецька академічна веслувальниця.
Бронзова призерка Олімпійських Ігор 1976 року в складі розпашної двійки без стернової.
Бронзова призерка Чемпіонату світу 1975 року в складі розпашної четвірки зі стерновою.
Бронзова призерка Чемпіонату Європи 1971, 1973 років в одиночці.